# Gambara
Gambara är en ort och kommun i provinsen Brescia i regionen Lombardiet i Italien. Kommunen hade 4 677 invånare (2018).